# Mezdra
Mezdra (in bulgaro Мездра?) è un comune bulgaro situato nella regione di Vraca di 25 314 abitanti (dati 2009). La sede comunale è nella località omonima.

## Località
Il comune è formato dall'insieme delle seguenti località:
- Mezdra (sede comunale)
- Bodenec
- Brusen
- Cakonica
- Carevec
- Dărmanci
- Dolna Kremena
- Elisejna
- Gorna Bešovica
- Gorna Kremena
- Ignatica
- Kalen
- Krapec
- Kreta
- Lik
- Ljutibrod
- Ljutidol
- Moravica
- Očindol
- Oselna
- Oslen Krivodol
- Rebărkovo
- Ruska Bela
- Staro selo
- Tipčenica
- Vărbešnica
- Zlidol
- Zverino